# Imatinib
Imatinib er et lægemiddel der markedsføres af Novartis som Glivec. Det er en kapsel i to forskellige doser, der virker mod bl.a genfejl der får de hvide blodlegemer til at danne et protein som får blodlegemerne til at dele sig uhæmmet, hvilket fører til en særlig form for kræft nemlig kronisk myoloid leukæmi. Det aktive stof imatinib anvendes også til lymfoblastisk leukæmi og myelodyplastiske sygdomme og gastrointestinale stromale tumorer og dermatofibrosarcoma protuberans.

## Ulemper
Glivec virker på en type kræft som rammer cirka 10.000 mennesker årligt på verdensplan. Man bør ikke tage mere end 800 mg dagligt; den giver også vægttab, hovedpine, kvalme, opkast, diarre og dyspepsi.

## Links
- Læs mere om medicin, der indeholder Imatinib på medicin.dk
- Netdoktor.dk om imatinib Arkiveret 27. marts 2022 hos  Wayback Machine
- Oficelle hjemmeside (engelsk) Arkiveret 10. juli 2010 hos  Wayback Machine